# Lataule
Lataule est une commune française située dans le département de l'Oise en région Hauts-de-France.

## Géographie

### Localisation
Lataule est un village-rue rural picard est situé  aux confins du Plateau picard et dans le Ressontois, sur un ancien chemin allant à Gournay-sur-Aronde et sur le tracé de l'ancienne RN 38 (actuelle RD 938), à 43 km au nord-est de Beauvais, à 25 km à l'ouest de Noyon et à 18 km au nord-ouest de Compiègne.
Il est situé dans l'aire d'attraction de Compiègne ainsi que dans sa zone d'emploi, et dans le bassin de vie de Ressons-sur-Matz

### Communes limitrophes
Les communes limitrophes sont  Belloy, Cuvilly, Gournay-sur-Aronde, Mortemer, Méry-la-Bataille et Neufvy-sur-Aronde.
| Méry-la-Bataille  | Mortemer | Cuvilly            |
| Belloy            | Lataule  | Ressons-sur-Matz   |
| Neufvy-sur-Aronde |          | Gournay-sur-Aronde |

### Géologie et relief
La superficie de la commune est de 7,37 km2 ; son altitude varie de 59  à   133 mètres.
Lataule est situé sur les hauteurs de la « montagne de Lataule » et qui, malgré sa faible altitude, dégage un beau point de vue sur les coteaux de la montagne de la Somme d’Or.

### Hydrographie

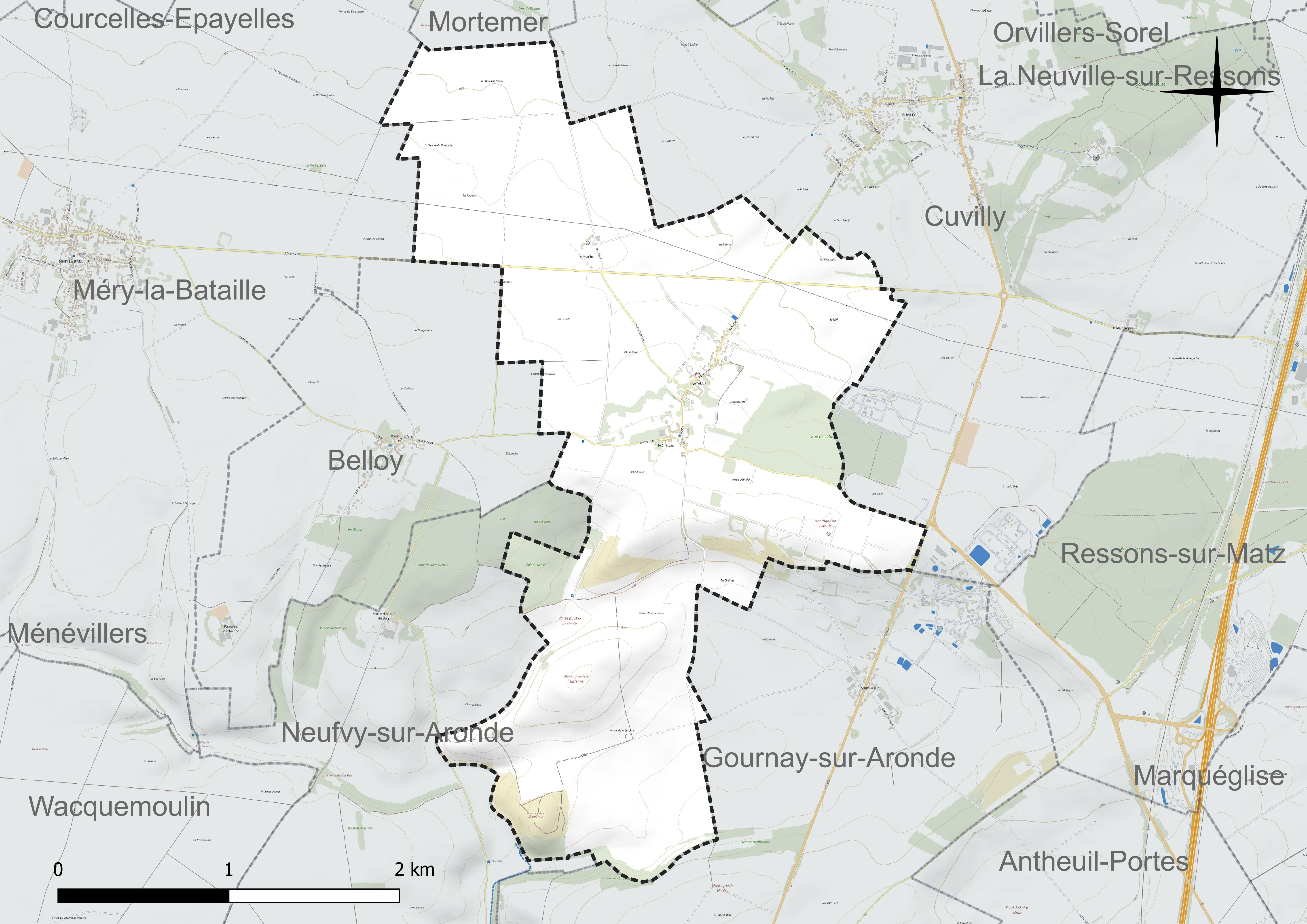
Réseau hydrographique de Lataule.

La commune est située dans le bassin Seine-Normandie.
Elle n'est drainée par aucun cours d'eau,.

### Climat
Pour des articles plus généraux, voir Climat des Hauts-de-France et Climat de l'Oise.
En 2010, le climat de la commune est de type climat océanique dégradé des plaines du Centre et du Nord, selon une étude du CNRS s'appuyant sur une série de données couvrant la période 1971-2000. En 2020, Météo-France publie une typologie des climats de la France métropolitaine dans laquelle la commune est exposée à un climat océanique et est dans la région climatique Nord-est du bassin Parisien, caractérisée par un ensoleillement médiocre, une pluviométrie moyenne régulièrement répartie au cours de l'année et un hiver froid (3 °C).
Pour la période 1971-2000, la température annuelle moyenne est de 10,4 °C, avec une amplitude thermique annuelle de 14,5 °C. Le cumul annuel moyen de précipitations est de 700 mm, avec 11,1 jours de précipitations en janvier et 8,5 jours en juillet. Pour la période 1991-2020, la température moyenne annuelle observée sur la station météorologique la plus proche, située sur la commune de Godenvillers à 11 km à vol d'oiseau, est de 11,1 °C et le cumul annuel moyen de précipitations est de 701,9 mm,. Pour l'avenir, les paramètres climatiques de la commune estimés pour 2050 selon différents scénarios d'émission de gaz à effet de serre sont consultables sur un site dédié publié par Météo-France en novembre 2022.

### Milieux naturels et biodiversité
Une partie de la « Montagne de Lataule » est classée site Natura 2000 en raison de la présence d’orchidées sauvages, espèces protégées et donc interdites à la cueillette.

## Urbanisme

### Typologie
Au 1er janvier 2024, Lataule est catégorisée commune rurale à habitat dispersé, selon la nouvelle grille communale de densité à sept niveaux définie par l'Insee en 2022.
Elle est située hors unité urbaine. Par ailleurs la commune fait partie de l'aire d'attraction de Compiègne, dont elle est une commune de la couronne,. Cette aire, qui regroupe 101 communes, est catégorisée dans les aires de 50 000 à moins de 200 000 habitants,.

### Occupation des sols

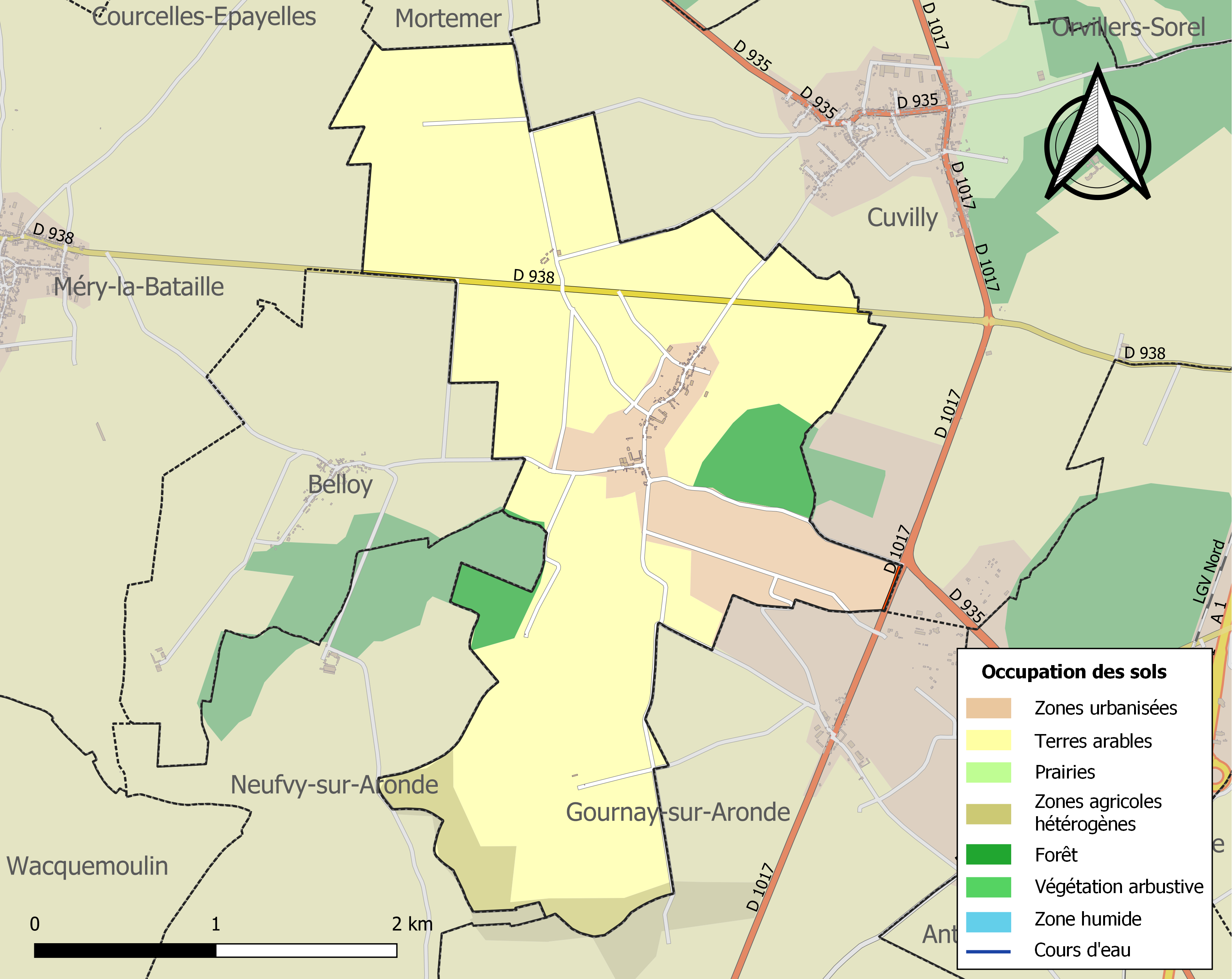
Carte des infrastructures et de l'occupation des sols de la commune en 2018 (CLC).

L'occupation des sols de la commune, telle qu'elle ressort de la base de données européenne d'occupation biophysique des sols Corine Land Cover (CLC), est marquée par l'importance des territoires agricoles (81,4 % en 2018), une proportion sensiblement équivalente à celle de 1990 (81,5 %).
La répartition détaillée en 2018 est la suivante : terres arables (76,8 %), zones industrielles ou commerciales et réseaux de communication (8,6 %), forêts (5,3 %), zones urbanisées (4,8 %), zones agricoles hétérogènes (4,5 %).
L'évolution de l'occupation des sols de la commune et de ses infrastructures peut être observée sur les différentes représentations cartographiques du territoire : la carte de Cassini (XVIIIe siècle), la carte d'état-major (1820-1866) et les cartes ou photos aériennes de l'IGN pour la période actuelle (1950 à aujourd'hui).

### Lieux-dits, hameaux et écarts
La commune compte un hameau, celui du Moulin, qui tire son nom d'un ancien moulin à vent édifié sur pivot afin de suivre l'orientation du vent. Il a été détruit au début du XXe siècle.

### Habitat et logement
En 2021, le nombre total de logements dans la commune était de 63, alors qu'il était de 56 en 2016 et de 58 en 2011.
Parmi ces logements, 84,7 % étaient des résidences principales, 6,6 % des résidences secondaires et 8,8 % des logements vacants. Ces logements étaient pour 96,2 % d'entre eux des maisons individuelles et pour 3,8 % des appartements.
Le tableau ci-dessous présente la typologie des logements à Lataule en 2021 en comparaison avec celle de l'Oise et de la France entière. Une caractéristique marquante du parc de logements est ainsi une proportion de résidences secondaires et logements occasionnels (6,6 %) supérieure à celle du département (2,4 %) mais inférieure à celle de la France entière (9,7 %).
| Typologie                                               | Lataule | Oise | France entière |
| ------------------------------------------------------- | ------- | ---- | -------------- |
| Résidences principales (en %)                           | 84,7    | 90,5 | 82,2           |
| Résidences secondaires et logements occasionnels (en %) | 6,6     | 2,4  | 9,7            |
| Logements vacants (en %)                                | 8,8     | 7    | 8,1            |

### Voies de communication et transports
Lataule est aisément accessible depuis l'Autoroute A1 ainsi que par le tracé initial de l'ex-RN 35 (actuelle RD 935), et est tangentée par l'ex-RN 17 (actuelle RD 1017) à l'est du territoire communal.
La commune est desservie, en 2023, par les lignes 655, 6308, 6328 et 6334 du réseau interurbain de l'Oise.

## Toponymie
Le nom de la localité est attesté sous les formes Tabula Ististoloe (vers 770) ; villa de Tablia (XIIe) ; Odo decanus de Tabula (1228) ; de Tola (1239) ; « Drouars li tavreniers de le taule » (1255) ; Taule (1275) ; « a le voie de le Taule » (1305) ; la Taule (1373) ; le Taule en Biauvoisis (1377) ; Tabula (1500) ; le chastel de la Taulle (1564) ; la taulle (1598) ; Taules (XVIe) ; Letaulle (XVIe) ; Letolle (XVIe) ; la Taulle (vers 1750) ; Lataule (1763),.
Du latin tabula, « table » dans le sens de parcelle de terre plate. Le village est bâti sur un vaste plateau élevé.

## Histoire

### Préhistoire et antiquité
Près de la ferme de Portes et du village de Lataule des haches en silex ont été recueillies ainsi qu'une grande quantité de médailles romaines.

### Moyen Âge
La terre de Lataule était un fief qui relevait de la salle du roi[C'est-à-dire ?] et de la châtellenie de Montdidier.
La cure de Lataule était à la nomination de l'évêque de Beauvais ; la dîme appartenait à la commanderie de l'ordre de Saint-Jean de Jérusalem de Fontaines-sous-Montdidier. Elle était du doyenné de Ressons.
La seigneurie de Lataule appartient en 1300, à Aubert de Hangest ; elle comprend trente sept setiers de terre sis au Val-Foubert, douze journaux de prés et cent d'avoine, à prendre sur les terres situées entre les vignes des Planques et Sommes d'Or.
Ce lieu-dit, Sommes d'Or, compte une source intermittente qui coule tous les sept ou huit ans, pendant six mois. Les villageois disent que la Somme-d'Or coule quand le blé est cher.
Aubert de Hangest, comme seigneur de Lataule, fait un accord avec l'Abbaye Notre-Dame d'Ourscamp pour le champart des terres sises près du chemin de Lataule et tenant au Mont-d'Olivet. Aubert épousa Agnès de Beaugies dont il eut Mathieu.
De Hangest Mathieu, chevalier, a en partage les terres de Lataule et de Huquevile. Il épouse Marie de la Bove, qui lui donne entre autres enfants : Aubert II de Hangest, seigneur de Lataule ; il meurt à la Bataille de Poitiers (1356), laissant de sa femme Alix de Haucourt, Aubert de Hangest, chevalier, seigneur de Lataule, qui meurt sans enfants en 1399.
Son frère Jean de Hangest, grand maître des arbalétriers de France, lui succède dans la seigneurie et meurt célibataire en 1407.
La seigneurie revient à Isabelle de Hangest sur laquelle elle est saisie par le roi d'Angleterre parce que cette dame était du parti du roi de France.
Cette terre est sans doute rendue à la famille, car Jacques de Hangest est seigneur de Lataule, de Magny, etc., conseiller et chambellan du roi ; Adrien de Hangest, frère puîné de Jacques, grand échanson de France, est seigneur de Genlis et de Lataule, il meurt en 1532, laissant de sa femme Claude du Mas.

### Temps modernes
Jean III d'Hangest de Genlis (1506- 2 février 1577) succède à son oncle comme évêque-comte de Noyon, par dispense en 1525, du pape Clément VII. Il a fait l'objet d'une sentence de justice en 1535, consignée dans les Minutes de Jules Simon, notaire à Paris. Il fut également abbé commendataire de l'abbaye Saint-Éloi de Noyon de 1507 à 1525 et de l'abbaye Sainte-Élisabeth de Genlis de 1545 à 1548. Il rend hommage au roi de France le 18 mai 1533 pour Genlis, La Taule ou Lataule, Le Bac-d'Arblincourt, Gournay , etc..
François d'Hangest de Genlis suit le parti du prince de Condé ; le 3 décembre 1568, les seigneuries de Genlis et de Lataule sont saisies sur lui au nom du roi, parce qu'il était de la religion réformée.
La seigneurie de Lataule est achetée en 1578 par Valentine des Ursins qui la donne sa nièce, épouse de Charles d'Ognies, comte de Chaulnes.
Son fils, Louis d'Ognies vend, en 1602, la seigneurie de Lataule à Saint-Julien Du Fos, chevalier, seigneur de Lataule et de Méry. Il est maintenu dans l'état de noblesse et avait pour armoiries : de sable à un pal d'argent chargé d'une molette de sinople.
La seigneurie de Lataule reste dans la maison du Fos jusqu'à la Révolution française.
Les seigneurs de Lataule possédaient un château qui est détruit en 1636 par les Espagnols ; il est rebâti au XVIIe siècle, c'est une construction en brique avec chaînes de pierre, d'une riche élégance. Il est habité par M. le comte de Beaussier.
Selon Louis Graves, les poissonniers qui autrefois suivaient l'ancien chemin de Montdidier à Compiègne, passant près de Lataule, étaient obligés de venir au château, et de laisser prendre ce qui convenait au seigneur. .
L'église paroissiale n'était autrefois qu'une chapelle castrale, sous le vocable de Saint-Blaise, fondée par les seigneurs de Hangest. Elle fut ensuite érigée en succursale de la cure de Cuvilly, mise sous l'invocation de la Vierge et érigée en paroisse par l'évêque de Beauvais. Cette première église qui avait été détruite durant la Guerre de Trente Ans, lors de l'invasion espagnole en 1636 fut rebâtie deux années après. Cette seconde église a été remplacée en 1864/1865 par celle détruite lors de la Première Guerre mondiale,.
La paroisse de Lataule relevait du comté de Clermont ; elle était de la prévôté, de l'élection et du grenier à sel de Montdidier. Elle avait vingt feux en 1469 et quatre-vingt-deux en 1770 ; à cette dernière date elle payait trois cent quatre-vingt-quatre livres de capitation.

### Époque contemporaine
En 1883, la commune compte les hameaux ou écarts du Moulin et de la Garenne.[réf. nécessaire]

#### Première Guerre mondiale
Le village a été détruit le 11 juin 1918 lors de la Bataille du Matz, où le général Mangin lance une contre-offensive avec 169 chars Schneider et Saint Chamond, parvenant à stopper l'offensive allemande malgrté la perte de plus de la moitié de ces chas : il s'agit d'une des grandes batailles de chars de la Première Guerre mondiale, et le début de la reconquête du territoire perdu par les alliés en 1914, et a  été décoré de la Croix de guerre 1914-1918, le 21 février 1921,,.

## Politique et administration

### Rattachements administratifs et électoraux
Rattachements administratifs
La commune se trouve dans l'arrondissement de Compiègne du département de l'Oise.
Elle faisait partie depuis 1801 du canton de Ressons-sur-Matz. Dans le cadre du redécoupage cantonal de 2014 en France, cette organisation territoriale administrative a disparu, le canton n'est plus qu'une circonscription électorale.
Rattachements électoraux
Pour les élections départementales, la commune fait partie depuis 2014 du canton d'Estrées-Saint-Denis
Pour les élections législatives, elle fait partie de la sixième circonscription de l'Oise.

### Intercommunalité
La commune est membre de la Communauté de communes du Pays des Sources, un établissement public de coopération intercommunale 'EPCI) à fiscalité propre créé en 1997 et auquel la commune a transféré un certain nombre de ses compétences, dans les conditions déterminées par le code général des collectivités territoriales..

### Liste des maires
| Période                                  | Période                        | Identité               | Étiquette | Qualité                                                                                      |
| ---------------------------------------- | ------------------------------ | ---------------------- | --------- | -------------------------------------------------------------------------------------------- |
| Les données manquantes sont à compléter. |                                |                        |           |                                                                                              |
|                                          |                                |                        |           |                                                                                              |
|                                          |                                | Louis Xavier Desmarest |           |                                                                                              |
|                                          |                                |                        |           |                                                                                              |
| mars 2001                                | En cours (au 30 novembre 2023) | René Mahet             | LR        | Agriculteur Président de la CC du Pays des Sources (2001 → ) Réélu pour le mandat 2020-2026, |

## Population et société

### Démographie

#### Évolution démographique
L'évolution du nombre d'habitants est connue à travers les recensements de la population effectués dans la commune depuis 1793. Pour les communes de moins de 10 000 habitants, une enquête de recensement portant sur toute la population est réalisée tous les cinq ans, les populations de référence des années intermédiaires étant quant à elles estimées par interpolation ou extrapolation. Pour la commune, le premier recensement exhaustif entrant dans le cadre du nouveau dispositif a été réalisé en 2007.

En 2022, la commune comptait 117 habitants, en évolution de +2,63 % par rapport à 2016 (Oise : +0,87 %, France hors Mayotte : +2,11 %).
| 1793 | 1800 | 1806 | 1821 | 1831 | 1836 | 1841 | 1846 | 1851 |
| ---- | ---- | ---- | ---- | ---- | ---- | ---- | ---- | ---- |
| 262  | 283  | 302  | 311  | 418  | 297  | 269  | 258  | 263  |

| 1856 | 1861 | 1866 | 1872 | 1876 | 1881 | 1886 | 1891 | 1896 |
| ---- | ---- | ---- | ---- | ---- | ---- | ---- | ---- | ---- |
| 252  | 246  | 212  | 201  | 186  | 200  | 211  | 220  | 203  |

| 1901 | 1906 | 1911 | 1921 | 1926 | 1931 | 1936 | 1946 | 1954 |
| ---- | ---- | ---- | ---- | ---- | ---- | ---- | ---- | ---- |
| 190  | 183  | 170  | 146  | 166  | 172  | 139  | 137  | 144  |

| 1962 | 1968 | 1975 | 1982 | 1990 | 1999 | 2006 | 2007 | 2012 |
| ---- | ---- | ---- | ---- | ---- | ---- | ---- | ---- | ---- |
| 122  | 108  | 67   | 54   | 70   | 106  | 121  | 123  | 112  |

| 2017 | 2022 | - | - | - | - | - | - | - |
| ---- | ---- | - | - | - | - | - | - | - |
| 117  | 117  | - | - | - | - | - | - | - |

#### Pyramide des âges
La population de la commune est relativement jeune.
En 2018, le taux de personnes d'un âge inférieur à 30 ans s'élève à 31,6 %, soit en dessous de la moyenne départementale (37,3 %). À l'inverse, le taux de personnes d'âge supérieur à 60 ans est de 21,3 % la même année, alors qu'il est de 22,8 % au niveau départemental.
En 2018, la commune comptait 55 hommes pour 63 femmes, soit un taux de 53,39 % de femmes, largement supérieur au taux départemental (51,11 %).
Les pyramides des âges de la commune et du département s'établissent comme suit.
| Hommes | Classe d’âge | Femmes |
| ------ | ------------ | ------ |
| 0,0    | 90 ou +      | 0,0    |
| 5,5    | 75-89 ans    | 4,8    |
| 18,2   | 60-74 ans    | 14,5   |
| 25,5   | 45-59 ans    | 30,6   |
| 25,5   | 30-44 ans    | 12,9   |
| 18,2   | 15-29 ans    | 17,7   |
| 7,3    | 0-14 ans     | 19,4   |

| Hommes | Classe d’âge | Femmes |
| ------ | ------------ | ------ |
| 0,5    | 90 ou +      | 1,4    |
| 5,5    | 75-89 ans    | 7,6    |
| 15,6   | 60-74 ans    | 16,3   |
| 20,8   | 45-59 ans    | 20     |
| 19,4   | 30-44 ans    | 19,4   |
| 17,6   | 15-29 ans    | 16,2   |
| 20,6   | 0-14 ans     | 19,1   |

## Culture locale et patrimoine

### Lieux et monuments
- L'école, construite en 1926 et ferlée en 1974, sert désormais de mairie, réhabilitée en 2002[2].
- L'église de Lataule, détruite pendant la Première Guerre mondiale, datait de 1864/1865 et avait été dessinée par l’architecte de la ville de Noyon. L'édifice actuel date de 1922 et rappelle par sa silhouette l'église du XIXe siècle. Il a été réhabilité par la commune en 2013[20],[2].
Son plan est simplement constitué d'un clocher formant porche et d'une nef unique couverte d'une belle charpente en carène. Une Vierge à l'Enfant du XVe siècle[34] et un buste- reliquaire du XVIIe siècle[35], tous deux en bois, proviennent de l'église précédente[21].

- Parc de Lataule ,(propriété privée)[36].
- Circuit commémoratif de la bataille du Matz, qui débute face à la mairie[37],[38]

## Pour approfondir